# Romanowo (Koronowo)
Romanowo (niem. Reimershof) – część miasta Koronowo, w Polsce, nad Zalewem Koronowskim, w województwie kujawsko-pomorskim, w powiecie bydgoskim, w gminie Koronowo.
W latach 1975–1998 miejscowość administracyjnie należała do województwa bydgoskiego.